# Sport Club Fortuna Köln 2012-2013
Questa voce raccoglie le informazioni riguardanti lo Sport Club Fortuna Köln nelle competizioni ufficiali della stagione 2012-2013.

## Stagione
Nella stagione 2012-2013 il Fortuna Colonia, allenato da Uwe Koschinat, concluse il campionato di Regionalliga ovest al 2º posto.

## Rosa
| N. |                     | Ruolo | Calciatore           |
| -- | ------------------- | ----- | -------------------- |
| 1  | Germania (bandiera) | P     | André Poggenborg     |
| 2  | Germania (bandiera) | D     | Tobias Fink          |
| 3  | Germania (bandiera) | D     | Daniel Flottmann     |
| 4  | Germania (bandiera) | C     | Alexander Ende       |
| 6  | Germania (bandiera) | C     | Oliver Laux          |
| 7  | Germania (bandiera) | C     | Michael Kessel       |
| 8  | Germania (bandiera) | C     | Lars Wessel          |
| 9  | Italia (bandiera)   | A     | Massimo Cannizzaro   |
| 10 | Germania (bandiera) | C     | Christian Pospischil |
| 10 | Germania (bandiera) | A     | Thiemo-Jérôme Kialka |
| 11 | Belgio (bandiera)   | C     | Michael Lejan        |
| 12 | Germania (bandiera) | P     | Alexander Monath     |
| 13 | Germania (bandiera) | C     | Lukas Nottbeck       |
| 14 | Germania (bandiera) | D     | Dominique Ndjeng     |
| 15 | Germania (bandiera) | A     | Marko Stojanovic     |
| 16 | Germania (bandiera) | A     | Steffen Moritz       |

| N. |                     | Ruolo | Calciatore            |
| -- | ------------------- | ----- | --------------------- |
| 17 | Croazia (bandiera)  | C     | Stipe Batarilo-Cerdic |
| 18 | Germania (bandiera) | A     | Fabian Montabell      |
| 19 | Turchia (bandiera)  | C     | Ozan Yilmaz           |
| 20 | Germania (bandiera) | P     | Nicolas Clever        |
| 22 | Germania (bandiera) | P     | Nicolas Bach          |
| 22 | Germania (bandiera) | D     | Marco Gietzen         |
| 23 | Germania (bandiera) | D     | Jan-André Sievers     |
| 24 | Germania (bandiera) | D     | Sebastian Zinke       |
| 25 | Germania (bandiera) | A     | Matthias Scherz       |
| 27 | Germania (bandiera) | D     | Mitja Schäfer         |
| 28 | Germania (bandiera) | C     | Maurice Kühn          |
| 29 | Germania (bandiera) | D     | Eric Schaaf           |
| 30 | Italia (bandiera)   | C     | Silvio Pagano         |
| 31 | Germania (bandiera) | C     | Thomas Kraus          |
| 36 | Germania (bandiera) | D     | Tobias Standop        |

## Organigramma societario
Area tecnica
- Allenatore: Uwe Koschinat
- Allenatore in seconda: André Filipovic
- Preparatore dei portieri: Michael Hafkemeyer
- Preparatori atletici:
- Analisi video:

## Calciomercato

### Sessione estiva
| Acquisti | Acquisti              | Acquisti               | Acquisti |
| R.       | Nome                  | da                     | Modalità |
| -------- | --------------------- | ---------------------- | -------- |
| C        | Stipe Batarilo-Cerdic | Colonia U19            |          |
| D        | Daniel Flottmann      | Wuppertal              |          |
| C        | Thomas Kraus          | Eintracht Treviri      |          |
| P        | Alexander Monath      | Bonner U19             |          |
| D        | Dominique Ndjeng      | Preußen Münster        |          |
| P        | André Poggenborg      | Eintracht Treviri      |          |
| D        | Eric Schaaf           | Borussia M'gladbach II |          |
| D        | Jan-André Sievers     | Sandhausen             |          |
| D        | Tobias Standop        | Fortuna Colonia U19    |          |
| D        | Sebastian Zinke       | Sportfreunde Lotte     |          |

| Cessioni | Cessioni       | Cessioni         | Cessioni |
| R.       | Nome           | a                | Modalità |
| -------- | -------------- | ---------------- | -------- |
| D        | Daniel Bartsch | Coblenza         |          |
| D        | Dirk Caspers   | SC Kapellen-Erft |          |
| C        | Tibor Heber    | Hennef 05        |          |
| A        | Kevin Kruth    | Düren 99         |          |
| P        | Dieter Paucken | Coblenza         |          |
| D        | Sven Theißen   | Lubecca          |          |

### Sessione invernale
| Acquisti | Acquisti             | Acquisti         | Acquisti |
| R.       | Nome                 | da               | Modalità |
| -------- | -------------------- | ---------------- | -------- |
| A        | Thiemo-Jérôme Kialka | Jahn Ratisbona   |          |
| D        | Tobias Fink          | Ingolstadt 04 II |          |

| Cessioni | Cessioni | Cessioni | Cessioni |
| R.       | Nome     | a        | Modalità |
| -------- | -------- | -------- | -------- |

## Risultati

### Regionalliga

#### Girone di andata
| Arbitro: | Brüggemann |

|            |           |  |
| Pagano 72’ | Marcatori |  |

| Arbitro: | Winkmann |

|                |           |                      |
| Schumacher 45’ | Marcatori | 41’ Pagano 78’ Kraus |

| Arbitro: | Steffens |

|                          |           |                |
| Pagano 65’, 76’ Kühn 73’ | Marcatori | 24’ Grieneisen |

| Arbitro: | Bläser |

|             |           |  |
| Hettich 89’ | Marcatori |  |

| Arbitro: | Glasmacher |

|                                    |           |                 |
| Pospischil 23’, 80’ Cannizzaro 67’ | Marcatori | 32’ (rig.) Koep |

| Arbitro: | Schmitz |

|  |           |                       |
|  | Marcatori | 73’ Ndjeng 90’ Pagano |

| Colonia 15 settembre 2012, ore 14:00 CEST 7ª giornata | Fortuna Colonia | 0 – 0 referto | Verl | Südstadion (1 051 spett.)\| Arbitro: \| Altgeld \| |
| Arbitro:                                              | Altgeld         |               |      |                                                    |

| Arbitro: | Bandurski |

|             |           |                         |
| Musculus 4’ | Marcatori | 57’ Kraus 76’ Montabell |

| Arbitro: | Rott |

|                       |           |            |
| Loheider 6’ Nowak 88’ | Marcatori | 41’ Ndjeng |

| Arbitro: | Stegemann |

|  |           |               |
|  | Marcatori | 70’ Schwadorf |

| Arbitro: | Steffens |

|            |           |                                                           |
| Wermes 34’ | Marcatori | 2’ (rig.) Pagano 16’, 82’ Kraus 26’ Yilmaz 83’ Cannizzaro |

| Arbitro: | Heien |

|                                                   |           |  |
| Nottbeck 45’ Pospischil 55’ Kessel 66’ Yilmaz 87’ | Marcatori |  |

| Arbitro: | Glasmacher |

|          |           |                      |
| Kohr 33’ | Marcatori | 61’ Kraus 74’ Pagano |

| Arbitro: | Storks |

|            |           |             |
| Pagano 56’ | Marcatori | 25’ Hotoglu |

| Arbitro: | Frömel |

|                                 |           |  |
| Erdmann 13’ Langlitz 58’ (rig.) | Marcatori |  |

| Arbitro: | Hüwe |

|                      |           |  |
| Pagano 28’ Kraus 57’ | Marcatori |  |

| Arbitro: | Kinhöfer |

|            |           |                                       |
| Candan 83’ | Marcatori | 62’ Kraus 67’ Flottmann 88’ Montabell |

| Arbitro: | Frömel |

|                                                 |           |                       |
| Nottbeck 11’ Lejan 49’ Flottmann 70’ Pagano 88’ | Marcatori | 30’ Somuah 83’ Taşkin |

| Arbitro: | Kurtes |

|  |           |                                  |
|  | Marcatori | 54’ Schäfer 72’ Kraus 78’ Pagano |

#### Girone di ritorno
| Arbitro: | Brüggemann |

|  |           |              |
|  | Marcatori | 73’ Nottbeck |

| Arbitro: | Bläser |

|                |           |          |
| Cannizzaro 90’ | Marcatori | 89’ Abel |

| Arbitro: | Storks |

|                                     |           |  |
| Shapourzadeh 32’ Schäfer 51’ (aut.) | Marcatori |  |

| Arbitro: | Stegemann |

|                                                      |           |                  |
| Nottbeck 17’ (rig.), 86’ Lejan 27’ Kialka 59’ (rig.) | Marcatori | 49’ (rig.) Grebe |

| Arbitro: | Winkmann |

|  |           |            |
|  | Marcatori | 12’ Kialka |

| Arbitro: | Glasmacher |

|            |           |  |
| Kessel 43’ | Marcatori |  |

| Arbitro: | Sevinc |

|  |           |                      |
|  | Marcatori | 32’ Kialka 34’ Kraus |

| Arbitro: | Wollenweber |

|                        |           |                               |
| Kraus 41’ Nottbeck 68’ | Marcatori | 58’ Schnellhardt 72’ Musculus |

| Arbitro: | Glasmacher |

|                      |           |  |
| Kraus 54’ Kialka 78’ | Marcatori |  |

| Arbitro: | Thomsen |

|                        |           |  |
| Garbuschewski 70’, 83’ | Marcatori |  |

| Arbitro: | Sauer |

|                         |           |               |
| Lejan 5’ Kraus 10’, 72’ | Marcatori | 42’ Retterath |

| Arbitro: | Börner |

|  |           |                          |
|  | Marcatori | 4’ Kialka 48’ Pospischil |

| Arbitro: | Brüggemann |

|  |           |                    |
|  | Marcatori | 25’, 76’ Ghaddioui |

| Arbitro: | Rott |

|           |           |  |
| Wibbe 73’ | Marcatori |  |

| Arbitro: | Borsch |

|                        |           |           |
| Nottbeck 65’ Kraus 75’ | Marcatori | 64’ Biada |

| Arbitro: | Steuer |

|  |           |                               |
|  | Marcatori | 31’ Kraus 82’ Batarilo-Cerdic |

| Arbitro: | Storks |

|                                  |           |            |
| Laux 11’ Montabell 60’ Lejan 86’ | Marcatori | 90’ Candan |

| Arbitro: | Sevinc |

|  |           |                                              |
|  | Marcatori | 40’ Nottbeck 49’ Kraus 54’ Kialka 71’ Pagano |

| Arbitro: | Waschitzki-Günther |

|            |           |                                               |
| Yilmaz 29’ | Marcatori | 26’ Odenthal 33’ (rig.) Michel 41’ Zimmermann |

## Statistiche

### Statistiche di squadra
| Competizione       | Punti | In casa | In casa | In casa | In casa | In casa | In casa | In trasferta | In trasferta | In trasferta | In trasferta | In trasferta | In trasferta | Totale | Totale | Totale | Totale | Totale | Totale | DR  |
| Competizione       | Punti | G       | V       | N       | P       | Gf      | Gs      | G            | V            | N            | P            | Gf           | Gs           | G      | V      | N      | P      | Gf     | Gs     | DR  |
| ------------------ | ----- | ------- | ------- | ------- | ------- | ------- | ------- | ------------ | ------------ | ------------ | ------------ | ------------ | ------------ | ------ | ------ | ------ | ------ | ------ | ------ | --- |
| Regionalliga ovest | 79    | 19      | 12      | 4       | 3       | 37      | 18      | 19           | 13           | 0            | 6            | 32           | 15           | 38     | 25     | 4      | 9      | 69     | 33     | +36 |
| Totale             | 79    | 19      | 12      | 4       | 3       | 37      | 18      | 19           | 13           | 0            | 6            | 32           | 15           | 38     | 25     | 4      | 9      | 69     | 33     | +36 |

### Andamento in campionato
| Giornata  | 1 | 2 | 3 | 4 | 5 | 6 | 7 | 8 | 9 | 10 | 11 | 12 | 13 | 14 | 15 | 16 | 17 | 18 | 19 | 20 | 21 | 22 | 23 | 24 | 25 | 26 | 27 | 28 | 29 | 30 | 31 | 32 | 33 | 34 | 35 | 36 | 37 | 38 |
| --------- | - | - | - | - | - | - | - | - | - | -- | -- | -- | -- | -- | -- | -- | -- | -- | -- | -- | -- | -- | -- | -- | -- | -- | -- | -- | -- | -- | -- | -- | -- | -- | -- | -- | -- | -- |
| Luogo     | C | T | C | T | C | T | C | T | T | C  | T  | C  | T  | C  | T  | C  | T  | C  | T  | T  | C  | T  | C  | T  | C  | T  | C  | C  | T  | C  | T  | C  | T  | C  | T  | C  | T  | C  |
| Risultato | V | V | V | P | V | V | N | V | P | P  | V  | V  | V  | N  | P  | V  | V  | V  | V  | V  | N  | P  | V  | V  | V  | V  | N  | V  | P  | V  | V  | P  | P  | V  | V  | V  | V  | P  |
| Posizione | 5 | 4 | 3 | 3 | 2 | 3 | 4 | 3 | 4 | 6  | 4  | 2  | 2  | 3  | 5  | 4  | 2  | 2  | 1  | 1  | 2  | 4  | 3  | 3  | 3  | 3  | 2  | 2  | 2  | 2  | 2  | 2  | 2  | 2  | 2  | 2  | 2  | 2  |

Legenda:

Luogo: C = Casa; T = Trasferta. Risultato: V = Vittoria; N = Pareggio; P = Sconfitta.

### Statistiche dei giocatori
| N. Bach            | 0  | 0  | 0  | 0 |
| S. Batarilo-Cerdic | 10 | 1  | 0  | 0 |
| M. Cannizzaro      | 15 | 3  | 2  | 0 |
| N. Clever          | 1  | 0  | 0  | 0 |
| A. Ende            | 1  | 0  | 0  | 0 |
| T. Fink            | 16 | 0  | 2  | 0 |
| D. Flottmann       | 37 | 2  | 4  | 0 |
| M. Gietzen         | 0  | 0  | 0  | 0 |
| M. Kessel          | 22 | 2  | 3  | 0 |
| T. Kialka          | 13 | 6  | 2  | 1 |
| T. Kraus           | 38 | 16 | 4  | 0 |
| M. Kühn            | 24 | 1  | 3  | 0 |
| O. Laux            | 21 | 1  | 4  | 1 |
| M. Lejan           | 21 | 4  | 1  | 0 |
| A. Monath          | 1  | 0  | 0  | 0 |
| F. Montabell       | 27 | 3  | 1  | 0 |
| S. Moritz          | 4  | 0  | 0  | 0 |
| D. Ndjeng          | 18 | 2  | 6  | 0 |
| L. Nottbeck        | 35 | 8  | 10 | 0 |
| S. Pagano          | 28 | 12 | 2  | 0 |
| A. Poggenborg      | 36 | 0  | 0  | 1 |
| C. Pospischil      | 34 | 4  | 4  | 0 |
| E. Schaaf          | 27 | 0  | 2  | 0 |
| M. Scherz          | 2  | 0  | 0  | 0 |
| M. Schäfer         | 7  | 1  | 1  | 0 |
| J. Sievers         | 24 | 0  | 4  | 1 |
| T. Standop         | 1  | 0  | 0  | 0 |
| M. Stojanovic      | 0  | 0  | 0  | 0 |
| L. Wessel          | 0  | 0  | 0  | 0 |
| O. Yilmaz          | 32 | 3  | 3  | 0 |
| S. Zinke           | 34 | 0  | 12 | 1 |